# بانوي
بانوي هي قرية في مقاطعة سردشت، إيران. يقدر عدد سكانها بـ 143 نسمة بحسب إحصاء 2016.